# 温泉へ行こう
『温泉へ行こう』（おんせんへいこう、Let's go ONSEN）は、TBS系列のテレビドラマシリーズ「愛の劇場」で放送された昼ドラ（昼帯ドラマ）である。

## 特徴
温泉旅館を舞台にした帯ドラマで、1999年から2005年にかけて全5シリーズが放送され、第5シリーズをもって「温泉へ行こう」シリーズは幕を閉じた。また、2004年11月10日には、『水曜プレミア』で「温泉へ行こうスペシャル」を放送。さらに2008年、主人公の椎名薫を引き継いだ新シリーズ「温泉へGo!」が9月1日から11月21日の間に放送された。最高視聴率は2001年2月7日放送（第2シリーズ）で記録した13.2%。
2012年11月6日から2013年6月5日まで、BS-TBSの「奥さま劇場」にて第1シリーズから第5シリーズまで再放送された（同枠の初回放映作品）。また、「温泉へ行こうスペシャル」を金曜劇場で再放送された（2013年7月12日）。
第1シリーズから第4シリーズの初頭までの舞台となった旅館「蔵原」は、静岡県伊東市にある Southern Cross Resort 内の割烹旅館「御宿りゅう石」であるが、廃業に伴い、第4シリーズでは舞台を「久松」に移した。「久松」は群馬県・四万温泉にある五百年の歴史をもつ「四万たむら」である。第5シリーズの「御宿如月」の舞台となるのは長野県・昼神温泉の純和風旅館「石苔亭いしだ」である。
主演の加藤はもちろん、助演の田中実や神保悟志の当たり役と評されている。
2015年2月10日から8月5日まで、BS-TBSの「奥さま劇場」にて第1シリーズから第5シリーズまで再放送された（第3シリーズの再放送は行われていない）。2017年5月18日から8月15日まで、BS-TBSの「奥さま劇場」にて第1シリーズから第2シリーズまで再放送された（第3シリーズから第5シリーズの再放送は行われていない）。2019年8月28日から2020年1月6日まで、BS-TBSの「奥さま劇場」にて第1シリーズから第3シリーズまで再放送された（第4シリーズから第5シリーズの再放送は行われていない）。
2022年9月より動画配信サービス「Paravi」で第1シリーズから配信が始まり、U-NEXTに統合後の2023年8月時点では全5シーズンおよびスペシャルが配信されている。

## 物語

### 第1シリーズ
ヒロインの椎名薫は大手銀行に勤めていたが、婚約者であるエリート行員・海堂慎也が上司の娘・川村亜矢子との縁談を承知したため、一方的に婚約を破棄される。
失意の薫は、高校時代からの友人である神野冴子、ハローワークで知り合った吹越美晴とともに、幼い頃に別れた生みの母・志津枝が営む老舗温泉旅館「蔵原」を訪れる。そして、大女将である母より「蔵原」の女将になるよう進言される。「蔵原」には、既に失踪中の薫の兄・敦志の妻である悠里子という若女将がおり、従業員たちから信頼を集めている。にもかかわらず、志津枝の鶴の一声で薫が若女将となってしまい、仲居から強く反発される。さらに支配人の武藤健司も悠里子とその実家に恩義があり、薫の存在を面白く感じない。
そんな中、志津枝が急死。遺言により薫は女将となるが、納得のいかない仲居一同から一層強いいじめに遭う。しかし、薫はいじめにめげず、徐々に仲居たちに認められる存在になっていく。当初は犬猿の仲であった武藤と次第に惹かれ合い、頼りないながらも女将として「蔵原」を切り盛りしていく。

### 第2シリーズ
「蔵原」の経営は相変わらず芳しくなく、銀行からは融資の条件として三沢怜子が女将として送り込まれた。
薫は居場所を失い、仲居見習いへと降格。怜子は薫が銀行員時代に海堂を密かに想っており、海堂と婚約した薫に対して複雑な感情があった。そんな中、秋田へ出向した時の部下が自分の方針についていけずに自殺し、ショックを受けて銀行を辞めた海堂が廃人同然の状態で「蔵原」へ現れる。薫の心は武藤と海堂の間で揺れ動く。さらに、志津枝とウリ二つの姉・由季乃の出現により、「蔵原」は混乱する。由季乃はアメリカでホテルチェーンを経営する大富豪である桜井グループの会長夫人。「蔵原」の土地を買収してゴルフ場を作るために日本に来たのだった。
怜子の努力にもかかわらず経営が上向かない「蔵原」に対し、銀行は、桜井グループへの土地譲渡をしない限りすぐにも競売にかけると宣告。薫や仲居たちのもてなしの心にうたれた由季乃が義理の息子を説得し、ゴルフ場にはしないという約束をとりつけ、桜井グループとの提携を行うことで、なんとか経営を立て直す。
そして、薫と武藤は結婚を決意するのだった。

### 第3シリーズ
武藤と薫の結婚式当日、なぜか武藤が失踪する…。取り残された薫はそれでも気丈に女将を続ける。
武藤は戻るが、以前とは別人のようなダメ男になっており、薫に対しても冷淡になっていた。悠里子が再婚を断られた理由が自分との過去（不良時代に誤ってナイフで傷をつけてしまった）にあったと思い込み、自分には幸せになる権利がないと堅く思い込んでしまっていたのだった。
一方、桜井グループでは、大きな収入を得られないうえ、由季乃の私情で旅館として残している「蔵原」に対し、反発と廃業の話が持ち上がる。由季乃と桜井の夫婦仲もそれが原因ですれ違いが生じていた。
武藤は薫に対して態度を変えずにいたが、武藤への想いを断ち切ろうとプロポーズの言葉の書かれたノートを燃やそうとしたことでボヤが発生。我に返ってノートを取りに向かう薫をプロポーズの言葉で引き止め、権利などは関係無しに薫を愛していることを素直に認め、無事に元の鞘に戻った。
最終的に桜井夫婦の正式な離婚が決まり、グループ内での存在理由を失った「蔵原」は廃業せざるを得ないかと思われた…。が、由季乃が慰謝料全額で買い取り、何事も無く営業を続けていくことになる。

### 第4シリーズ
薫と武藤は延期していた新婚旅行へと出かける。行き先は老舗の温泉旅館「久松」。「久松」の女将・志摩子は武藤の実の母親である。
幼い頃に子供を捨てて家を出た母を武藤は許していなかった…。お互いに親子だとは名乗ろうとしない武藤と女将。どうにか和解させようと持ち前のおせっかい精神を発揮する薫は、「蔵原」を悠里子に任せて「久松」で仲居として働くことを決める。
そんな中、和解することなく志摩子が急逝。薫は志摩子が信頼を寄せていた仲居・りさ子に協力を仰ぎ、一度は廃業することを決定した「久松」と志摩子の「誠心誠意のおもてなし」を引き継ごうと奮闘。しかし、薫の女将としての個性は志摩子とは大きく異なっており、志摩子の作り上げた「久松」は次第に薫の色に染まっていく。そのことが我慢ならない上、秘かに武藤に想いを寄せていたりさ子は、美晴ら「蔵原」出身の仲居との衝突が絶えない。
「蔵原」での生活に馴染めず、若者と一緒に放浪生活を送っていたところを薫が引き止めた由季乃の義理の息子の弘樹。ある女性との間の子どもだという祐介が母親に捨てられる形で現れ、由季乃が引き取る。祐介は武藤・薫夫婦の息子同然に「久松」で暮らすうち、りさ子ら仲居の結束も強めていく。「母親に捨てられた」という武藤の心のわだかまりも解し、実の母親の元へと戻って行った。りさ子は「久松」を志摩子のものではなく薫のものだと認め、武藤への想いも断ち切った。
りさ子は他の仲居と打ち解けたため、薫は円満な形で「久松」での営業をそのまま継続していく。

### スペシャル・世界で一番長い24時間
「久松」の女将・薫は、従業員の慰労を兼ねて有名旅館に泊まり、もてなしの勉強を提案する。もちろん、一同は大喜び。夫で支配人の健司をはじめ、仲居たちと一緒に一流と名高い温泉旅館「月島」に泊まることに。
ところが、「月島」に着いてみると、出迎えどころか旅館の中には人っ子ひとり見あたらない。館内を探し回り、ようやく大女将・美津子の姿を見つけるが、美津子以外、誰もいなかったのだ。驚く薫たちを前に、美津子は「自分ひとりでも皆をもてなす」と言い出す。が、言っているそばから次々と宿泊客が到着し、美津子はたちまちてんてこ舞い。
そんな美津子の姿を見ているうち、薫のお節介心が疼き出す。
慰労はいったん棚上げし、美津子の手伝いを提案。美津子は薫たちの厚意に感謝し、実は嫁で若女将である奈緒と喧嘩になり、奈緒が従業員たちを連れて出ていってしまった事情を打ち明ける。
かくして、薫と健司は一日女将と支配人に、仲居たちも「月島」の従業員となって、仕事をすることに…。
一日だけとはいえ「月島」女将として張り切る薫の前に、青木という男が宅急便の配達だと言って現れる。薫は青木にハンコを求められ、ただの荷物の受け取りだと思い、差し出された書面に捺印してしまう。ところが、それにはとんでもないことが書かれていたのだった…。

### 第5シリーズ
「久松」の経営が人手に渡り、薫も武藤と離婚することに…。
失意の薫は求人を見て、御宿「如月」に仲居として勤めることにする。が、そこでは武藤が支配人として勤務していた。
「如月」の女将・星野絹香は、オーナー・澤井恭一郎の婚約者だった。恭一郎は元は医師だったが、手術の失敗によって患者を死なせて以来、酒浸りの日々を送っていた。偶然にも恭一郎が留学中にホームステイしていた先が由季乃の家だったため、由季乃が「如月」に居候することになる。
やがて、武藤は絹香と、薫は恭一郎と惹かれ合う。恭一郎は薫の励ましで立ち直り、医師として再出発するためのアメリカ行きを決意。薫とともに旅立とうとするが、直前で絹香が恭一郎を追い掛け、アメリカへ行ってしまう。薫は武藤と「如月」を守っていくと決める。
コミカルな要素が多かった第1シリーズから前作までと異なり、シリアスな要素が多い。そのためか、従来の視聴者やファンからの批判が多く寄せられた。

## キャスト

### 全シリーズ
武藤（椎名）薫
演 - 加藤貴子
主人公。元は東都銀行の行員。東京で暮らしていたが、婚約者の海堂から婚約を解消されてしまう。その上、義理の弟が結婚。実家には居場所がなくなり、傷心を癒やすため、友人の冴子・美晴と旅館「蔵原」に訪れる。その際、実母・志津枝から働くように勧められる。
支配人の武藤とは当初いがみ合う場面が多く、「イヤミ」だと感じていたが、次第に惹かれ合う。
第2シリーズでは女将から仲居見習いに降格。
武藤健司
演 - 田中実
旅館「蔵原」支配人。悠里子を女将として信頼しており、全面的に支えている。
突如現れた薫に不信感を抱き、当初は彼女といがみ合うシーンが多かったが、薫が仕事に対して努力する様子を見るうちに認めるようになる。
かつて父が悠里子の実家の旅館で番頭として働いていたが、媚びる父の姿を見ているうちに親子仲が悪化し、一時期グレていた。
第2シリーズでは支配人ではなくなっている。第3シリーズでは途中で由季乃の提案により新設された総支配人の役職に就く。
吹越美晴 / 越吹晴美
演 - 矢部美穂
薫がハローワークで出会った友人。よくいうと天真爛漫、悪くいうと能天気。要領が良く、ちゃっかりした面がある。たびたび言葉の言い間違いがある。
元客室乗務員と語っていたが、その経歴は嘘。実際の名前は「越吹晴美（こしふき はるみ）」であり、職業は看護婦。ヤクザに追われていたため、名を変えていた。
蔵原（永野）悠里子
演 -  藤吉久美子
「蔵原」若女将。実家も旅館業を営んでいた。
敦志曰く「完璧すぎる」。真面目に仕事を行うが、裏目に出るなど、損な役回りが多い。夫婦仲は悪くないが、志津枝との仲は芳しくなかった。
第2シリーズでは夫婦でイタリアにて料理店を経営していたが単身で緊急帰国。
佐々木伸江
演 - 山下裕子
「蔵原」仲居。おとめ座。喫煙者。噂話が大好きで詮索好き。うっかり口が滑るシーンが多い。
全編通してコメディーリリーフ的な存在。
第2シリーズでは仲居頭に出世。
竹本（大谷）広美
演 - 田中千代
「蔵原」仲居。性格は単純。
伸江とはコンビのように描かれる。
大谷真二
演 - 志ガヤ一馬
板前。大谷雅代の弟。粗暴な面があるが、仕事にはしっかり向き合う。
少年院に入っていた過去があり、保護司をしていた志津枝が面倒を見てきた。
蔵原志津枝
演 - 藤村志保
「蔵原」大女将。薫とは4歳の頃に別れた実母。保護司の経験があり、ワケありの真二を雇っている。
大のパチンコ好き。ウォークマンで曲を聴くのが趣味。仲居らからの評判は芳しくないが、銀行の重役から信頼されているため、実権を握っている。
悠里子に対して「敦志を追い出した」との思いがあり、日頃からイガミ合う。「蔵原」が彼女色に染まることを良しとしていなかった。
第1シリーズにてガンのために死去。作中の位牌によると、平成11年10月23日の設定となっている。
桜井（蔵原）由季乃
演 - 藤村志保（二役）
薫の伯母。志津枝の実姉。

### 第1シリーズ
大谷雅代
演 - 網浜直子
「蔵原」仲居。大谷真二の姉。両親を亡くしており、兄弟2人で生きてきた。ちなみに真二とは血の繋がりはない（父親が違う）。
仲居たちのリーダー格。薫らを気に入らず、さまざまな意地悪を仕掛ける。
武藤に好意を寄せている描写があった。
川村亜矢子
演 - 朱門みず穂
海堂の婚約者。東都銀行常務（演：西田健）の娘。
薫を試すような行動を取る。
深山理恵
演 - 大田沙也加
「蔵原」仲居。伸江からは「イチイチ話す内容が物騒」と言われている。
中野聖子
演 - 木村千春
「蔵原」仲居。雅代らに同調する。
冴子の夫
演 - 金田明夫（ - 第2シリーズ）
風間（神野）冴子
演 - あめくみちこ
薫の高校時代の先輩であり、友人。元は会社を経営し、倒産後は健康食品を売っていたが、詐欺で摘発されたために無職となっていた。
人情話に弱い。薫ら3人組の中では常識的な感覚を持ち合わせる。曰く「フランス語専攻」。第1シリーズ最終盤にて「蔵原」を辞め、東京へ旅立つ。
第2シリーズでは息子を連れて「蔵原」に宿泊するも、以前と変わってしまったことにショックを受ける。
蔵原敦志
演 - 川原和久（ - 第3シリーズ）
悠里子の夫。薫の実の兄。本作より7年前に「蔵原」を出ていた。
経営者としてはいい加減な面が見え、すぐに挫折してしまう。薫・悠里子のことになると熱くなってしまう。
第2シリーズでは夫婦でイタリアへ旅立っている。
新藤芳美
演 - ふせえり（ - 第3シリーズ）
「蔵原」仲居頭。おひつじ座。伸江に負けず噂話好き。酒乱傾向あり。
仲居らへのツッコミ役もこなす。動作が大袈裟なうえ、話も大袈裟に捉えがち。
第1シリーズにて、本編より16年前に柏木守という子を産み、施設に預けていたことが判明。
海堂慎也
演 - 神保悟志（ - 第4シリーズ、スペシャル）
薫の元婚約者。東都銀行勤務のエリート社員。

### 第2シリーズ
高田加奈恵
演 - 滝山雪絵
「蔵原」仲居。
小森美加
演 - 新谷真弓
「蔵原」仲居。
三沢怜子
演 - 鮎ゆうき（ - 第3シリーズ）
薫に代わって女将に就任。東都銀行で女性総合職として勤務していた。
過去には密かに海堂に好意を寄せており、薫には心穏やかに接することができない。また、武藤には気があるような素振りを見せる。
桜井弘樹
演 - 乃木涼介（ - 第4シリーズ）
由季乃の義理の息子。軽薄な性格である。
浦山桐子
演 - 池津祥子（ - 第4シリーズ）
「蔵原」仲居。怜子の腰巾着。

### 第3シリーズ
鈴木舞子
演 - 久積絵夢
藤崎レミ / 村田照子
演 - 山口リエ
大谷真一郎
演 - 近江渚
森山翔
演 - 菅原隆一（子役）
綾
演 - 大津綾香（子役）
松本恵里香
演 - あめくみちこ（二役）

### 第4シリーズ
沢村りさ子
演 - 今村恵子
若林麻子
演 - 住吉ちほ
浜田めぐみ
演 - 高井菜緒
久松志摩子
演 - 香山美子
村上連平
演 - 日野誠二
佐藤祐介
演 - 鈴木翔吾
大谷真一郎
演 - 渡邉奏人（ - 第5シリーズ、スペシャル）

### スペシャル
月島美津子
演 - 加藤治子
月島奈緒
演 - 純名里沙
横井一夫
演 - 小倉久寛
毛利康彦
演 - 鶴田忍
山本英夫
演 - デビット伊東
宇田川夫人
演 - 大森暁美
宇田川会長
演 - 長門裕之
青木
演 - 西村雅彦

### 第5シリーズ
澤井恭一郎
演 - 大沢樹生
星野絹香
演 - 板谷由夏
佐藤民子
演 - 相本久美子
森田千春
演 - 二宮直子
島川若菜
演 - さや
山岡麻衣
演 - 藤井聖子

## 放送日程
| 温泉へ行こう | 温泉へ行こう   | 温泉へ行こう   |
| 放送回       | 放送日         | タイトル       |
| ------------ | -------------- | -------------- |
| 第1回        | 1999年9月13日  | 露天風呂へ     |
| 第2回        | 1999年9月14日  | 突然仲居修行   |
| 第3回        | 1999年9月15日  | 新女将の誕生   |
| 第4回        | 1999年9月16日  | 元婚約者登場   |
| 第5回        | 1999年9月17日  | 嫁と小姑戦争   |
| 第6回        | 1999年9月20日  | 中居の大乱闘   |
| 第7回        | 1999年9月21日  | 裏切り者は誰？ |
| 第8回        | 1999年9月22日  | 若女将に敗北   |
| 第9回        | 1999年9月23日  | 仲居頭に降格   |
| 第10回       | 1999年9月24日  | 若女将の逆襲   |
| 第11回       | 1999年9月27日  | 婚約破棄発覚   |
| 第12回       | 1999年9月28日  | 女の顔で泣く   |
| 第13回       | 1999年9月29日  | 敵の花嫁衣装   |
| 第14回       | 1999年9月30日  | 3ヶ月の余命    |
| 第15回       | 1999年10月1日  | さよなら蔵原   |
| 第16回       | 1999年10月4日  | 愛か裏切りか   |
| 第17回       | 1999年10月5日  | 謎の母と少年   |
| 第18回       | 1999年10月6日  | 母の罪滅ぼし   |
| 第19回       | 1999年10月7日  | 親友の隠し子   |
| 第20回       | 1999年10月8日  | 突然のキス     |
| 第21回       | 1999年10月11日 | 母を捨てた娘   |
| 第22回       | 1999年10月12日 | 娘をください   |
| 第23回       | 1999年10月13日 | 炎越しの告白   |
| 第24回       | 1999年10月14日 | 弟の嫁の登場   |
| 第25回       | 1999年10月15日 | 突然の出産     |
| 第26回       | 1999年10月18日 | 美晴ウソ発覚   |
| 第27回       | 1999年10月19日 | 名前もウソ!?   |
| 第28回       | 1999年10月20日 | 娘と嫁の違い   |
| 第29回       | 1999年10月21日 | 500万の借金    |
| 第30回       | 1999年10月22日 | 若旦那ご帰還   |
| 第31回       | 1999年10月25日 | 7年目の再会    |
| 第32回       | 1999年10月26日 | 男の戦い開始   |
| 第33回       | 1999年10月27日 | 妻を取った兄   |
| 第34回       | 1999年10月28日 | 母の最期の夢   |
| 第35回       | 1999年10月29日 | 母との別れ     |
| 第36回       | 1999年11月1日  | 母の死後       |
| 第37回       | 1999年11月2日  | 妻と女の間で   |
| 第38回       | 1999年11月3日  | ダメ兄の変身   |
| 第39回       | 1999年11月4日  | 酒乱で大騒動   |
| 第40回       | 1999年11月5日  | 駆け落ち       |
| 第41回       | 1999年11月8日  | 元婚約者常駐   |
| 第42回       | 1999年11月9日  | オトコの友情   |
| 第43回       | 1999年11月10日 | 友の犯罪       |
| 第44回       | 1999年11月11日 | 悠里子の勝利   |
| 第45回       | 1999年11月12日 | 女のプライド   |
| 第46回       | 1999年11月15日 | 抱いた理由     |
| 第47回       | 1999年11月16日 | 霊能者の出現   |
| 第48回       | 1999年11月17日 | 美少年の秘密   |
| 第49回       | 1999年11月18日 | 衝撃の一夜     |
| 第50回       | 1999年11月19日 | 母と子の別れ   |
| 第51回       | 1999年11月22日 | 壮絶女の戦い   |
| 第52回       | 1999年11月23日 | 愛の裏切り     |
| 第53回       | 1999年11月24日 | 捨て身の賭け   |
| 第54回       | 1999年11月25日 | 夫が東京に!    |
| 第55回       | 1999年11月26日 | 無から育つ愛   |
| 第56回       | 1999年11月29日 | 意外な決定!    |
| 第57回       | 1999年11月30日 | 私じゃダメ？   |
| 第58回       | 1999年12月1日  | 人生の大勝負   |
| 第59回       | 1999年12月2日  | 個人的な感情   |
| 第60回       | 1999年12月3日  | まさかのキス   |
| 第61回       | 1999年12月6日  | キスの余韻     |
| 第62回       | 1999年12月7日  | 海堂婚約解消   |
| 第63回       | 1999年12月8日  | 刺し違える     |
| 第64回       | 1999年12月9日  | 本当の別れ     |
| 最終回       | 1999年12月10日 | 幸福な結末     |
| 温泉へ行こう2 | 温泉へ行こう2  | 温泉へ行こう2 |
| 回数          | 放送日         | タイトル      |
| ------------- | -------------- | ------------- |
| 第1回         | 2000年11月27日 | 新女将        |
| 第2回         | 2000年11月28日 | 仲居見習い    |
| 第3回         | 2000年11月29日 | 降格の理由    |
| 第4回         | 2000年11月30日 | 再び女将に    |
| 第5回         | 2000年12月1日  | 予期せぬ男    |
| 第6回         | 2000年12月4日  | 嵐を呼ぶ男    |
| 第7回         | 2000年12月5日  | 女将も女…     |
| 第8回         | 2000年12月6日  | 冴子倒れる    |
| 第9回         | 2000年12月7日  | 男の悔し涙    |
| 第10回        | 2000年12月8日  | 永遠の別れ    |
| 第11回        | 2000年12月11日 | 女3人旅行     |
| 第12回        | 2000年12月12日 | 愛の炎再燃    |
| 第13回        | 2000年12月13日 | 救世主登場    |
| 第14回        | 2000年12月14日 | 喜びの再会    |
| 第15回        | 2000年12月15日 | 女将の過ち    |
| 第16回        | 2000年12月18日 | 届かぬ想い    |
| 第17回        | 2000年12月19日 | タコ踊り!     |
| 第18回        | 2000年12月20日 | 大女将君臨    |
| 第19回        | 2000年12月21日 | 約束の指輪    |
| 第20回        | 2000年12月22日 | 真冬の花火    |
| 第21回        | 2000年12月25日 | 聖夜のキス    |
| 第22回        | 2000年12月26日 | 芳美VS伸江    |
| 第23回        | 2000年12月27日 | 仲居大乱闘    |
| 第24回        | 2001年1月4日   | 新年大騒動    |
| 第25回        | 2001年1月5日   | 涙の大泥棒    |
| 第26回        | 2001年1月8日   | はちあわせ    |
| 第27回        | 2001年1月9日   | 母の強がり    |
| 第28回        | 2001年1月10日  | 仲居頭争      |
| 第29回        | 2001年1月11日  | 私の青い鳥    |
| 第30回        | 2001年1月12日  | 女将、号泣    |
| 第31回        | 2001年1月15日  | 大女将現る    |
| 第32回        | 2001年1月16日  | 乗っ取り!?    |
| 第33回        | 2001年1月17日  | 懐メロ熱唱    |
| 第34回        | 2001年1月18日  | 大金持ち!?    |
| 第35回        | 2001年1月19日  | ついに女将    |
| 第36回        | 2001年1月22日  | 女将復活!     |
| 第37回        | 2001年1月23日  | 温かい旅館    |
| 第38回        | 2001年1月24日  | 運命の恋人    |
| 第39回        | 2001年1月25日  | 彼は詐欺師    |
| 第40回        | 2001年1月26日  | 熱血女将!     |
| 第41回        | 2001年1月29日  | 悠里子離婚    |
| 第42回        | 2001年1月30日  | イタリアへ    |
| 第43回        | 2001年1月31日  | 禁断のキス    |
| 第44回        | 2001年2月1日   | 妊娠の重み    |
| 第45回        | 2001年2月2日   | 産んでくれ    |
| 第46回        | 2001年2月5日   | プロポーズ    |
| 第47回        | 2001年2月6日   | 夢の結婚式    |
| 第48回        | 2001年2月7日   | 色男争奪戦    |
| 第49回        | 2001年2月8日   | 兄の裏切り    |
| 第50回        | 2001年2月9日   | 一生の願い    |
| 第51回        | 2001年2月12日  | 衝撃の告白    |
| 第52回        | 2001年2月13日  | 武藤キレる    |
| 第53回        | 2001年2月14日  | ただいま薫    |
| 第54回        | 2001年2月15日  | 母子の秘密    |
| 第55回        | 2001年2月16日  | 本当の母親    |
| 第56回        | 2001年2月19日  | なめるな!     |
| 第57回        | 2001年2月20日  | 薫襲われる    |
| 第58回        | 2001年2月21日  | 大迷惑な客    |
| 第59回        | 2001年2月22日  | 怒り大爆発    |
| 最終回        | 2001年2月23日  | 約束の指輪    |
| 温泉へ行こう3 | 温泉へ行こう3 | 温泉へ行こう3 |
| 回数          | 放送日        | タイトル      |
| ------------- | ------------- | ------------- |
| 第1回         | 2002年1月28日 | 結婚へ        |
| 第2回         | 2002年1月29日 | 幸せ一直線    |
| 第3回         | 2002年1月30日 | プロポーズ    |
| 第4回         | 2002年1月31日 | 指輪大捜索    |
| 第5回         | 2002年2月1日  | 消えた新郎    |
| 第6回         | 2002年2月4日  | 失踪の理由    |
| 第7回         | 2002年2月5日  | 笑顔の裏側    |
| 第8回         | 2002年2月6日  | 突然の電話    |
| 第9回         | 2002年2月7日  | 昔の男登場    |
| 第10回        | 2002年2月8日  | 彼の婚約者    |
| 第11回        | 2002年2月11日 | 武藤の正体    |
| 第12回        | 2002年2月12日 | 超玉のコシ    |
| 第13回        | 2002年2月13日 | 美少年来館    |
| 第14回        | 2002年2月14日 | 美晴の失恋    |
| 第15回        | 2002年2月15日 | 冴子現る!     |
| 第16回        | 2002年2月18日 | 私は女優!     |
| 第17回        | 2002年2月19日 | 女将のレミ    |
| 第18回        | 2002年2月20日 | 危険な恋…     |
| 第19回        | 2002年2月21日 | 帰ってきて    |
| 第20回        | 2002年2月25日 | 武藤帰る!     |
| 第21回        | 2002年2月26日 | カッパ武藤    |
| 第22回        | 2002年2月27日 | 本当の彼      |
| 第23回        | 2002年2月28日 | 婚約解消…     |
| 第24回        | 2002年3月1日  | 武藤の告白    |
| 第25回        | 2002年3月4日  | 立場逆転!?    |
| 第26回        | 2002年3月5日  | ストライキ    |
| 第27回        | 2002年3月6日  | 哀しい見栄    |
| 第28回        | 2002年3月7日  | 一夜の過ち    |
| 第29回        | 2002年3月8日  | 夫婦の危機    |
| 第30回        | 2002年3月11日 | 兄の大失敗    |
| 第31回        | 2002年3月12日 | ヨリ戻る!?    |
| 第32回        | 2002年3月13日 | さらば戦友    |
| 第33回        | 2002年3月14日 | 結婚の現実    |
| 第34回        | 2002年3月15日 | 離婚訴訟!     |
| 第35回        | 2002年3月18日 | 極道女将!     |
| 第36回        | 2002年3月19日 | 蔵原の消滅    |
| 第37回        | 2002年3月20日 | 離婚の決意    |
| 第38回        | 2002年3月21日 | 小学生夫婦    |
| 第39回        | 2002年3月22日 | 旅立ちの日    |
| 第40回        | 2002年3月25日 | 恋の大戦争    |
| 第41回        | 2002年3月26日 | 海堂の告白    |
| 第42回        | 2002年3月27日 | 恋の勝利者    |
| 第43回        | 2002年3月28日 | 照子の正体    |
| 第44回        | 2002年3月29日 | 愛してる薫    |
| 第45回        | 2002年4月1日  | 本当の想い    |
| 第46回        | 2002年4月2日  | 抱きしめて    |
| 第47回        | 2002年4月3日  | 通じない愛    |
| 第48回        | 2002年4月4日  | 僕の愛し方    |
| 第49回        | 2002年4月5日  | 海堂VS武藤    |
| 第50回        | 2002年4月50日 | 最後の賭け    |
| 第51回        | 2002年4月9日  | 蔵原炎上!     |
| 第52回        | 2002年4月10日 | 結婚しよう    |
| 第53回        | 2002年4月11日 | 閉鎖1日前     |
| 最終回        | 2002年4月12日 | 逆転!         |
| 温泉へ行こう4 | 温泉へ行こう4  | 温泉へ行こう4 |
| 回数          | 放送日         | タイトル      |
| ------------- | -------------- | ------------- |
| 第1回         | 2003年9月1日   | 嫁と姑        |
| 第2回         | 2003年9月2日   | 女将の選択    |
| 第3回         | 2003年9月3日   | 夫の告白      |
| 第4回         | 2003年9月4日   | 仲居来襲      |
| 第5回         | 2003年9月5日   | 母の死        |
| 第6回         | 2003年9月8日   | 女将失踪!?    |
| 第7回         | 2003年9月9日   | 女将交代!?    |
| 第8回         | 2003年9月10日  | 仲居大戦争    |
| 第9回         | 2003年9月11日  | 妻の浮気!?    |
| 第10回        | 2003年9月12日  | 夫の危機      |
| 第11回        | 2003年9月15日  | 行方不明      |
| 第12回        | 2003年9月17日  | 母親と息子    |
| 第13回        | 2003年9月17日  | 仲居頭争奪    |
| 第14回        | 2003年9月18日  | 仲間の退職    |
| 第15回        | 2003年9月19日  | 私が女将よ    |
| 第16回        | 2003年9月22日  | 女将クビ!?    |
| 第17回        | 2003年9月23日  | 女将の器      |
| 第18回        | 2003年9月24日  | 芸者の仲居    |
| 第19回        | 2003年9月25日  | 辛い運命      |
| 第20回        | 2003年9月26日  | 不倫発覚      |
| 第21回        | 2003年9月29日  | 年下の男!?    |
| 第22回        | 2003年9月30日  | 夫の異変      |
| 第23回        | 2003年10月1日  | 夫の不倫!?    |
| 第24回        | 2003年10月2日  | 挫折と希望    |
| 第25回        | 2003年10月3日  | 隠し孫現る    |
| 第26回        | 2003年10月6日  | 哀しい運命    |
| 第27回        | 2003年10月7日  | 母親捜索      |
| 第28回        | 2003年10月8日  | 新たな家族    |
| 第29回        | 2003年10月9日  | 由希乃の乱    |
| 第30回        | 2003年10月10日 | 因縁の友情    |
| 第31回        | 2003年10月13日 | 愛の告白      |
| 第32回        | 2003年10月14日 | 薫VS武藤      |
| 第33回        | 2003年10月15日 | 意地悪な客    |
| 第34回        | 2003年10月16日 | 恋する仲居    |
| 第35回        | 2003年10月17日 | 仲居の結婚    |
| 第36回        | 2003年10月20日 | 浮気目撃!?    |
| 第37回        | 2003年10月21日 | 客大激怒!?    |
| 第38回        | 2003年10月22日 | 退職の理由    |
| 第39回        | 2003年10月23日 | 嵐再び!?      |
| 第40回        | 2003年10月24日 | 罪深きウソ    |
| 第41回        | 2003年10月27日 | 夫の失踪      |
| 第42回        | 2003年10月28日 | 不倫覚悟      |
| 第43回        | 2003年10月29日 | 妻VS愛人      |
| 第44回        | 2003年10月30日 | 浮気現場へ    |
| 第45回        | 2003年10月31日 | 涙の別れ      |
| 第46回        | 2003年11月3日  | 女将の犯罪    |
| 第47回        | 2003年11月4日  | 仲居大失敗    |
| 第48回        | 2003年11月5日  | 嵐の幕開け    |
| 第49回        | 2003年11月6日  | 不倫疑惑      |
| 第50回        | 2003年11月7日  | 玉の輿        |
| 第51回        | 2003年11月10日 | 離婚旅行!?    |
| 第52回        | 2003年11月11日 | 仲居頭選挙    |
| 第53回        | 2003年11月12日 | 子供返せ      |
| 第54回        | 2003年11月13日 | 母親失格      |
| 最終回        | 2003年11月14日 | 真剣勝負      |
| 温泉へ行こうスペシャル | 温泉へ行こうスペシャル | 温泉へ行こうスペシャル |
| 放送日                 | タイトル               |                        |
| ---------------------- | ---------------------- | ---------------------- |
| 2004年11月10日         | 世界で一番長い24時間   |                        |
| 温泉へ行こう5 | 温泉へ行こう5  | 温泉へ行こう5 |
| 回数          | 放送日         | タイトル      |
| ------------- | -------------- | ------------- |
| 第1回         | 2004年11月29日 | 裏切り!?      |
| 第2回         | 2004年11月30日 | 離婚発覚      |
| 第3回         | 2004年12月1日  | 秘密の恋      |
| 第4回         | 2004年12月2日  | 嫉妬の嵐      |
| 第5回         | 2004年12月3日  | 衝撃キス      |
| 第6回         | 2004年12月6日  | 危険な恋      |
| 第7回         | 2004年12月7日  | 本当の顔      |
| 第8回         | 2004年12月8日  | 女の過去      |
| 第9回         | 2004年12月9日  | 恋の再燃      |
| 第10回        | 2004年12月10日 | 女の戦い      |
| 第11回        | 2004年12月13日 | 衝撃告白      |
| 第12回        | 2004年12月14日 | 修羅場!?      |
| 第13回        | 2004年12月15日 | 悲しい嘘      |
| 第14回        | 2004年12月16日 | 涙の決意      |
| 第15回        | 2004年12月17日 | 男女の傷      |
| 第16回        | 2004年12月20日 | さよなら      |
| 第17回        | 2004年12月21日 | 女の嫉妬      |
| 第18回        | 2004年12月22日 | 砕けた心      |
| 第19回        | 2004年12月23日 | 婚約解消      |
| 第20回        | 2004年12月24日 | 奇跡の夜      |
| 第21回        | 2004年12月27日 | 宣戦布告      |
| 第22回        | 2004年12月28日 | 女の恨み      |
| 第23回        | 2005年1月5日   | 女将誕生      |
| 第24回        | 2005年1月6日   | 駆け落ち      |
| 第25回        | 2005年1月7日   | 真実の愛      |
| 第26回        | 2005年1月10日  | 唇の真実      |
| 第27回        | 2005年1月11日  | 篭城作戦      |
| 第28回        | 2005年1月12日  | 離婚の謎      |
| 第29回        | 2005年1月13日  | 夜這い!?      |
| 第30回        | 2005年1月14日  | 決意の夜      |
| 第31回        | 2005年1月17日  | 他人夫婦      |
| 第32回        | 2005年1月18日  | 秘密の夜      |
| 第33回        | 2005年1月19日  | 裏切り者      |
| 第34回        | 2005年1月20日  | 運命の罠      |
| 第35回        | 2005年1月21日  | 悲痛な嘘      |
| 第36回        | 2005年1月24日  | 嘘の笑顔      |
| 第37回        | 2005年1月25日  | 泥棒猫        |
| 第38回        | 2005年1月26日  | 邪魔な女      |
| 第39回        | 2005年1月27日  | 嫉妬の館      |
| 第40回        | 2005年1月28日  | 愛と復讐      |
| 第41回        | 2005年1月31日  | 愛の錯乱      |
| 第42回        | 2005年2月1日   | 唇の封印      |
| 第43回        | 2005年2月2日   | 愛人と妻      |
| 第44回        | 2005年2月3日   | 略奪女        |
| 第45回        | 2005年2月4日   | 覚悟の夜      |
| 第46回        | 2005年2月7日   | 愛の出口      |
| 第47回        | 2005年2月8日   | 最後の夜      |
| 第48回        | 2005年2月9日   | つぐない      |
| 第49回        | 2005年2月10日  | 地獄の愛      |
| 第50回        | 2005年2月11日  | 女の逆襲      |
| 第51回        | 2005年2月14日  | 命の約束      |
| 第52回        | 2005年2月15日  | 新たな愛      |
| 第53回        | 2005年2月16日  | 大乱闘!?      |
| 第54回        | 2005年2月17日  | 身代わり      |
| 最終回        | 2005年2月18日  | 愛の結末      |

## 主題歌
- 第1シリーズ：BEGIN「愛を捨てないで」
- 第2シリーズ：SONO「SWEET SEASON」
- 第3シリーズ：池田綾子「ヤサシイウタ」
- 第4シリーズ：P.I.MONSTER「ケセラセラ」
- 第5シリーズ：フリーウェイハイハイ「S.O.Sダーリン」